# Schronisko im. Księcia Henryka

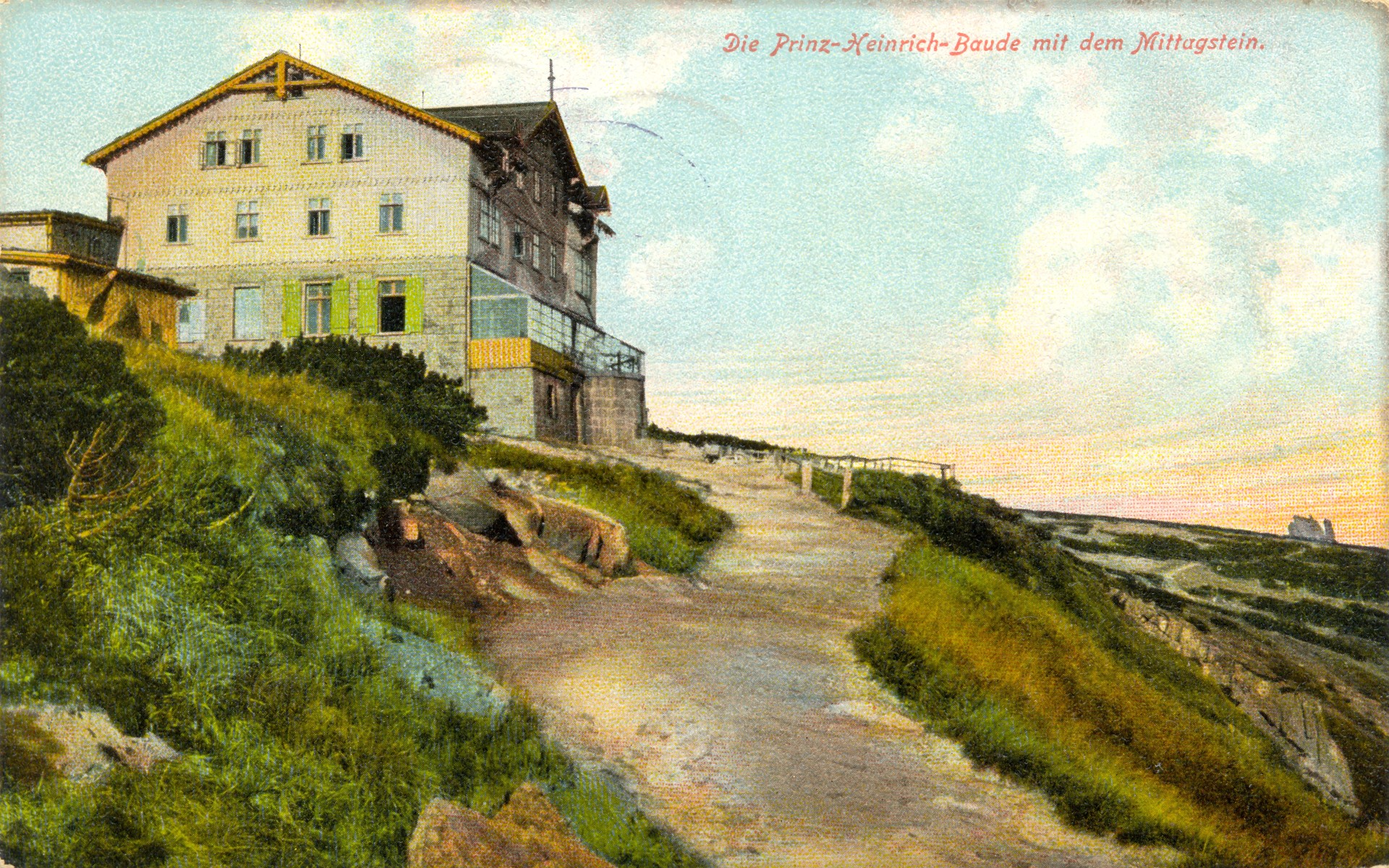
Prinz-Heinrich-Baude na dawnej karcie pocztowej (w głębi po prawej skały Słonecznik)

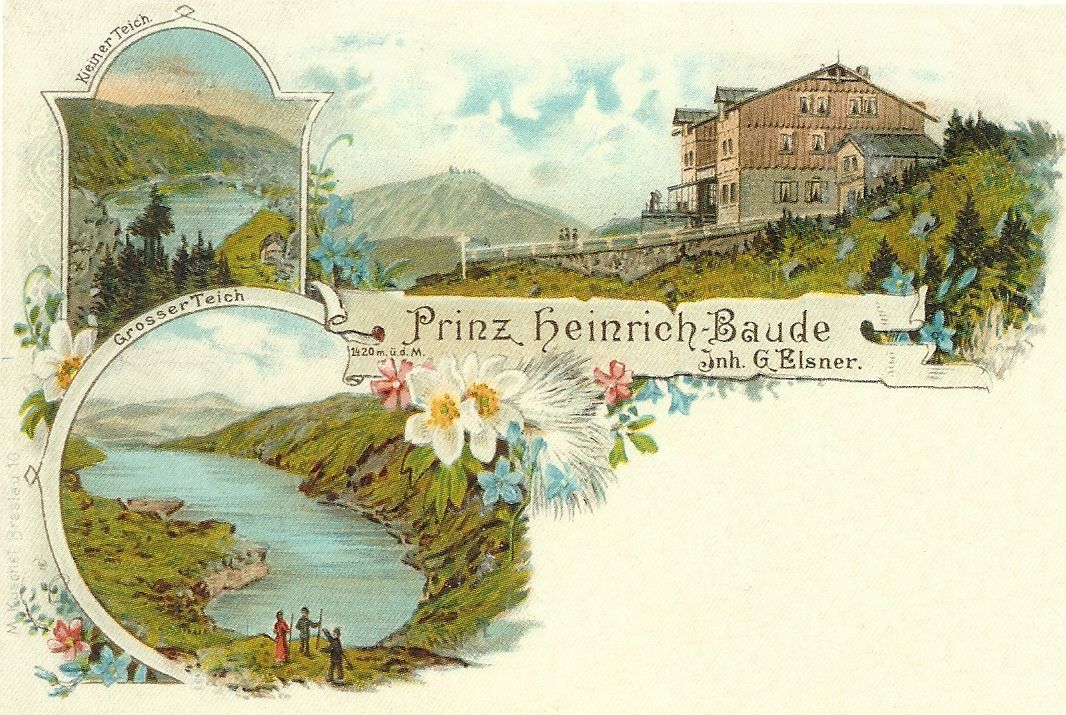
Prinz-Heinrich-Baude oraz Wielki i Mały Staw na dawnej karcie pocztowej (w tle Śnieżka)

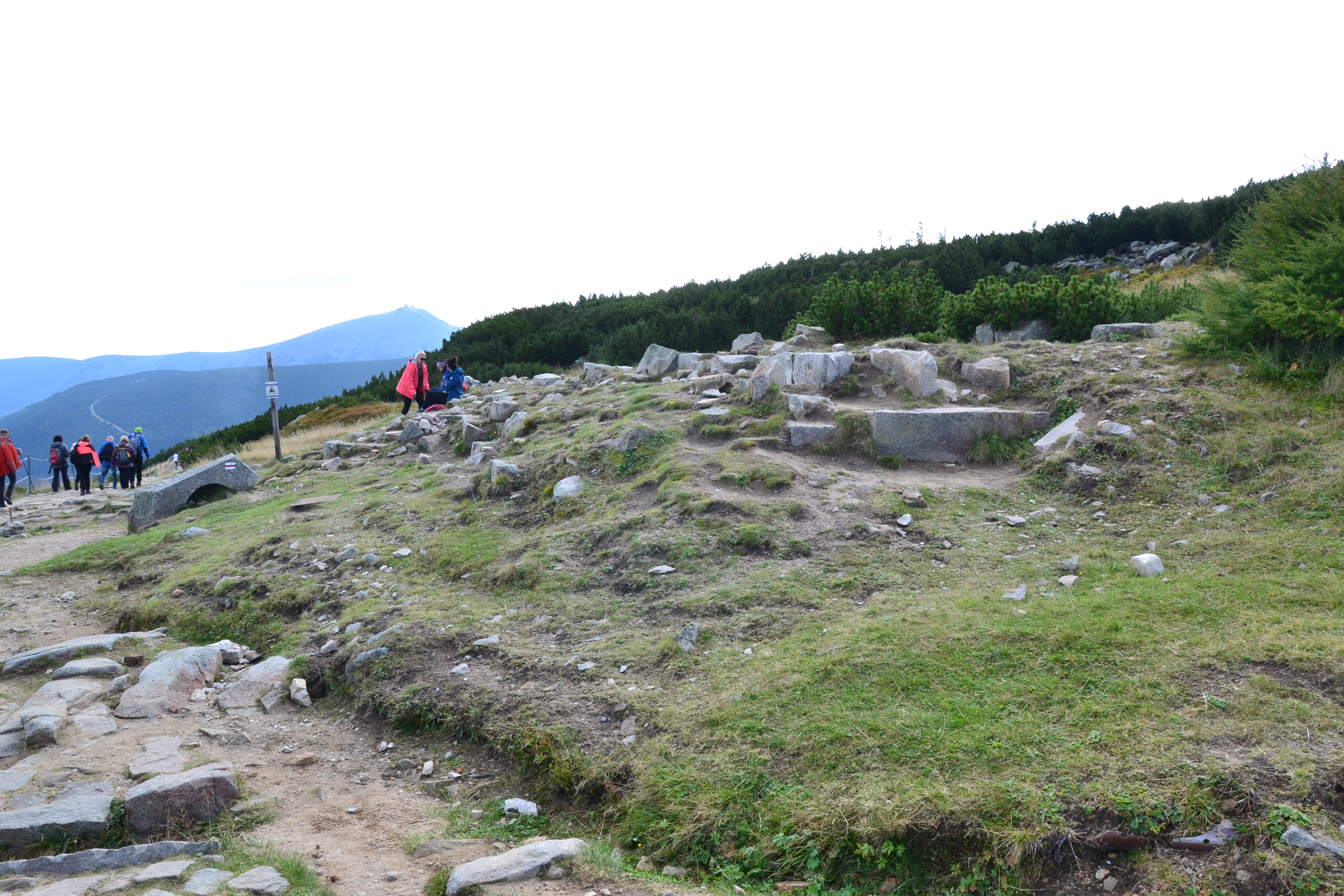
Pozostałości fundamentów schroniska (2022)

Schronisko im. Księcia Henryka (niem. Prinz-Heinrich-Baude) – nieistniejące schronisko turystyczne, które położone było w Karkonoszach, na krawędzi Kotła Wielkiego Stawu (1415 m n.p.m.).

## Historia
Schronisko wybudowało  w latach 1888–1889 Riesengebirgsverein (jako jedyne tej organizacji, oprócz Heufuderbaude) i w tym czasie było jednym z najnowocześniejszych i najbardziej luksusowych w Sudetach. Miało stanowić wzór dla pozostałych schronisk i zmusić konkurencję do podniesienia jakości usług. Początkowo miało się nazywać Baude am Mittagstein (od nazwy skały - Mittagstein), ale po wizycie w 1888 r. na miejscu budowy księcia Henryka Hohenzollerna (1862–1929, brata cesarza Wilhelma II) wraz z małżonką – zmieniono nazwę na Prinz-Heinrich-Baude. Schronisko zostało otwarte w 1889 r.. W 1892 r. zainstalowano w nim telegraf. W latach 30. XX w. obiekt rozbudowano pod kierunkiem biura braci Albert z Jeleniej Góry – m.in. zwiększono liczbę pokoi do 30. Tereny wokół schroniska cieszyły się dużym powodzeniem wśród narciarzy, a także miłośników zjazdów saniami rogatymi – jedna trasa biegła do Karpacza, a druga do Miłkowa. Nad Wielkim Stawem znajdował się kopiec z kamieni, usypany dla uczczenia Theodora Donata, założyciela Riesengebirgsverein. Obecnie nie istnieje.
Po II wojnie światowej nazwę schroniska spolszczono na Księcia Henryka. Było niemal całkowicie opustoszałe – mieszkał w nim tylko przedwojenny właściciel z synami. Jako jedyne w okolicy nie zostało otwarte i przejęte przez którąś z polskich organizacji.
W nocy z 9 na 10 października 1946 r. spłonęło w niewyjaśnionych okolicznościach. W literaturze często podawane jest błędnie, że pożar miał miejsce w lutym 1946 r.. Współcześnie pozostały po nim niewielkie ruiny.

## Budynek
Budynek był dwupiętrowy i przykrywał je dwuspadowy dach. Kalenicę oraz elewację frontową zwieńczyły ozdobne zakończenia z drewna. Również sala jadalna posiadała ozdobne, malowane belki. Piwnice i parter miały konstrukcję kamienną, a piętra drewnianą. Od strony północnej znajdowała się weranda z imponującym widokiem na Kotlinę Jeleniogórską. Pod werandą na kamiennym cokole umieszczono popiersie księcia Henryka. Obiekt mógł pomieścić 70 osób w 21 pokojach. 
Do 1937 r. funkcjonowała tu (na wys. 1415 m n.p.m.) stacja meteorologiczna, która została otwarta 16 lipca 1892 r.. Średnia temperatura roczna, w latach 1888-1930, wyniosła +1,1 °C (najcieplejsze miesiące: lipiec +9,9 °C i sierpień +9,2 °C, najchłodniejsze miesiące: styczeń -6,5 °C i luty -6,4 °C). Średnia roczna suma opadów, odnotowana w latach 1891–1937, wyniosła 1338 mm (najbardziej mokre miesiące: lipiec 168 mm i sierpień 147 mm, najmniej opadów: luty 61 mm i marzec 65 mm).

## Obiekt w popkulturze
Schronisko pojawia się w debiutanckiej powieści znanego później niemieckojęzycznego pisarza związanego z Dolnym Śląskiem, Paula Kellera Waldwinter (Leśna zima; 1902), a także w zrealizowanym znacznie później na jej podstawie filmie fabularnym pod tym samym tytułem (1936, reż. Fritz Peter Buch).
W lipcu 2022 nakładem Wydawnictwa Dolnośląskiego ukazała się inspirowana historią schroniska powieść kryminalna Schronisko, które przestało istnieć Sławka Gortycha.